# Луций Афраний (консул)
Лу́ций Афра́ний (лат. Lucius Afranius; убит в 46 году до н. э., Африка, Римская республика) — древнеримский военачальник и политический деятель, соратник Гнея Помпея Великого, консул 60 года до н. э. Участвовал в Серторианской и Третьей Митридатовой войнах, управлял провинцией Ближняя Испания. Во время гражданской войны между Помпеем и Цезарем потерпел поражение при Илерде (49 год до н. э.). Потом принимал участие в боевых действиях на Балканах и в Африке. После битвы при Тапсе попал в плен к цезарианцам и был казнён.

## Биография

### Происхождение
Луций Афраний принадлежал к незнатному плебейскому роду, который до него не был отмечен какими-либо заслугами. Его отец, носивший преномен «Авл» (CIL I 752), был самого низкого происхождения; Марк Туллий Цицерон в своих письмах чаще всего называет Луция просто «сыном Авла», и это могло быть насмешкой, связанной с отсутствием у Луция именитых предков.
Антиковед Вильгельм Друман предположил, что Луций Афраний вполне мог приходиться братом жене сенатора Лициния Буккона, известной сутяжнице своего времени.

### Начало карьеры
В течение всей своей жизни Луций Афраний был преданным сторонником Гнея Помпея Великого, благодаря которому сделал карьеру. Первые упоминания о нём в сохранившихся источниках относятся к 75 году до н. э. Тогда Афраний в качестве легата участвовал в Серторианской войне в Испании. В битве с Квинтом Серторием при Сукроне он командовал левым флангом армии Помпея и смог на время одержать верх над противником. Его солдаты ворвались во вражеский лагерь, но в дальнейшем Серторий смог стабилизировать ситуацию. В целом сражение было неудачным для Помпея, которого спасло от разгрома только появление наместника Дальней Испании Квинта Цецилия Метелла Пия с войском. Позже Афраний взял штурмом после долгой осады город Калагуррис и сжёг его.
В какой-то момент Луций должен был занимать должность претора — обязательную ступень в карьере перед консулатом; благодаря одному упоминанию в речи Цицерона «Против Пизона» известно, что он управлял какой-то римской провинцией и по возвращении в Рим был удостоен триумфа. Точных датировок нет, но все эти события наверняка произошли в период между 72 годом до н. э., когда закончилась Серторианская война, и 67 годом до н. э., когда Афраний отправился на Восток. Антиковеды относят претуру к 71 году до н. э., а наместничество — к 70—69 годам до н. э. (правда, есть мнение, что триумф произошёл уже в 70 году). Провинцией могла быть одна из Испаний (Ближняя или Дальняя) либо Трансальпийская Галлия.
Во время Третьей Митридатовой войны Луций снова был легатом в армии Помпея. Зимой 66/65 годов до н. э. командующий оставил его с частью войска в Армению, в то время как сам двинулся на Кавказ. Афраний занял Гордиену (65 год до н. э.), позже вместе с Помпеем предпринял тяжёлый марш через пустыню в Сирию и победил живших в районе Аманских гор набатейских арабов. В 61 году до н. э. Афраний вернулся в Италию. Помпею в это время нужны были свои ставленники на высших должностях, чтобы предоставить землю его ветеранам и подтвердить его распоряжения на Востоке, а потому он поддержал Афрания на консульских выборах и вложил в избрание большие средства.

Помпей, желая сделать консулом Афрания, роздал за него много денег по центуриям, и граждане приходили за деньгами в сады Помпея. Дело это получило огласку, и Помпей стал подвергаться нападкам за то, что высшую должность, которой сам добился своими великими деяниями, сделал продажной для тех, кто не мог завоевать её доблестью.
— Плутарх. Помпей, 44.
Несмотря на противодействие сенатского большинства, Луций был избран вместе с шурином Помпея Квинтом Цецилием Метеллом Целером. Дальнейшие события показали, что Афраний не был готов к государственной деятельности. Целер перешёл на сторону врагов Помпея, и в результате последнему пришлось пойти на союз с Гаем Юлием Цезарем и Марком Лицинием Крассом, чтобы достичь своих целей. По истечении консульского года Афраний мог получить в управление одну из двух галльских провинций, которым угрожало германское вторжение, но точной информации об этом в источниках нет. В дальнейшем Луций эпизодически упоминается в источниках. В сентябре 57 года до н. э. в сенате он поддержал предложение наделить Помпея специальным империем для обеспечения Рима хлебом; в январе 56 года до н. э. выступил за то, чтобы поручить Помпею вернуть на египетский престол Птолемея Авлета; в феврале 55 года до н. э. предложил усилить ответственность претендентов на магистратуры за нарушение выборного законодательства, и это предложение было принято. В том же году Помпей стал формальным наместником всех трёх испанских провинций, но в них не поехал. С этого момента Афраний с полномочиями легата управлял за своего покровителя Ближней Испанией.

### Гражданская война и гибель
На тот момент, когда конфликт между Помпеем и Цезарем перерос в гражданскую войну (январь 49 года до н. э.), Афраний командовал в Ближней Испании тремя легионами. Сторонники Помпея возлагали большие надежды на испанские войска: в феврале в Риме даже распространились слухи, будто Луций разбил в Пиренеях одного из цезарианских легатов, Гая Требония. В действительности Афраний не планировал никакие наступательные акции. Он объединил свои силы с Марком Петреем, управлявшим Лузитанией (верховное командование досталось Луцию), и занял сильные оборонительные позиции у города Илерда. Там в июне 49 года до н. э. произошла встреча помпеянцев с войском Цезаря, к тому моменту занявшего Италию и вытеснившего Помпея на Балканы.
У Афрания и Петрея были 5 легионов, около 80 когорт вспомогательных войск и 5 тысяч всадников против 6 легионов, 5 тысяч солдат вспомогательных войск и 6 тысяч кавалеристов Цезаря. Солдаты последнего, уступая в численности, были более опытными, к тому же помпеянцы совершили ошибку, отказавшись от отступления вглубь страны. Под Илердой развернулись бои, которые шли с переменным успехом. Наконец, узнав о переходе на сторону Цезаря ряда местных общин, Афраний и Петрей решили отступать в земли кельтиберов. Противнику удалось окружить их, и после этого Луций согласился капитулировать; единственным условием победителя был роспуск всей армии.
Однако, Афраний не собирался прекращать борьбу. Он отправился на восток и под Диррахием в Эпире присоединился к Помпею, приведя с собой несколько испанских когорт. Известно, что другие видные представители помпеянской «партии» обвиняли Луция в измене из-за его капитуляции под Илердой. После удачного сражения под Диррахием Луций советовал командующему переправиться в Италию, а потом, опираясь на сильный флот, заблокировать Цезаря на Балканах и уничтожить; но тот не принял этот план и, в конце концов, решил дать врагу бой. В битве при Фарсале Афраний командовал той частью войска, которая охраняла лагерь. После поражения он, понимая, что не может рассчитывать на милость Цезаря, бежал вместе с Марком Порцием Катоном в Диррахий, а оттуда — в Африку, где продолжил борьбу под началом Квинта Цецилия Метелла Сципиона.
Луций принял участие в битве при Тапсе, где помпеянцы понесли очередное поражение (апрель 46 года до н. э.). После этого он решил вместе с Фавстом Корнелием Суллой пробиваться через Мавретанию в Испанию, чтобы там поднять на борьбу старых сторонников. Но его полуторатысячный отряд попал в засаду к цезарианцу Публию Ситтию и был почти полностью уничтожен. Афраний оказался в плену. Спустя несколько дней во время солдатского мятежа он был убит вместе с Суллой. Светоний и Луций Анней Флор утверждают, что это была казнь, совершённая по приказу Цезаря.

## Потомки
У Луция Афрания был сын, который участвовал в Испанской войне.

### Исследования
1. Егоров А. Юлий Цезарь. Политическая биография. — СПб.: «Нестор-История», 2014. — 548 с. — ISBN 978-5-4469-0389-4.
2. Короленков А. Квинт Серторий. Политическая биография. — СПб.: «Алетейя», 2003. — 310 с. — ISBN 5-89329-589-7.
3. Утченко С. Юлий Цезарь. — М.: «Мысль», 1976. — 365 с.
4. Broughton R. The Magistrates of The Roman Republic / Patterson M. — New York: The American Philological Association, 1952. — Vol. II. — P. 558. — ISBN 9780891308126.
5. Klebs E. Afranius 1 // Paulys Realencyclopädie der classischen Altertumswissenschaft (RE). — Stuttgart : J. B. Metzler, 1893. — Bd. I, 1. — Kol. 708.
6. Klebs E. Afranius 2 // Paulys Realencyclopädie der classischen Altertumswissenschaft (RE). — Stuttgart : J. B. Metzler, 1893. — Bd. I, 1. — Kol. 708.
7. Klebs E. Afranius 6 // RE. — Stuttgart : J. B. Metzler, 1893. — Bd. I, 1. — Kol. 710—712.
8. Klebs E. Afranius 17 // RE. — Stuttgart : J. B. Metzler, 1893. — Bd. I, 1. — Kol. 713.
9. Münzer F. Licinius 39 // RE. — Stuttgart : J. B. Metzler, 1926. — Bd. XIII, 1. — Kol. 232.
10. Degrassi A. Inscriptiones latinae liberae rei publicae (ILLRP). — Torino: «La Nuova Italiа», 1957. — Bd. I. — P. 298. — ISBN 978-3110013986.
11. Lightman M., Lightman B. Biographical dictionary of ancient Greek and Roman women. — New York, 2000. — 433 с. — ISBN 978-0-8160-6710-7.
12. Zmeskal K., Eich A. Adfinitas: Die Verwandtschaften der senatorischen Führungsschicht der römischen Republik von 218—31 v.Chr. — Passau: Verlag Karl Stutz, 2009. — Bd. I. — P. 500. — ISBN 978-3-88849-304-1.